# Gale Bishop
Robert Gale Bishop (nacido el 4 de junio de 1922 en Sumas, Washington y fallecido el 26 de diciembre de 2003 en Tacoma, Washington) fue un jugador de baloncesto estadounidense que disputó una temporada en la NBA, además de jugar en las ligas menores NIBL y PCBL. Con 1,91 metros de estatura, jugaba en la posición de alero.

## Trayectoria deportiva

### Universidad
Jugó durante su etapa universitaria con los Cougars de la Universidad Estatal de Washington, convirtiéndose en el primer jugador de dicha institución en llegar a jugar en la BAA o la NBA.

### Profesional
Tras dejar la universidad, jugó un año con los Fircrest Dairy de la NIBL, perteneciente a la AAU, siendo elegido esa temporada all-American. Tras un paréntesis de dos años debido al servicio militar durante la Segunda Guerra Mundial, fichó por los Philadelphia Warriors de la Pacific Coast Basketball League, con los que en su primera temporada fue el máximo anotador de la competición, promediando 19,8 puntos por partido. Logró además el récord de más puntos en un partido, con 41, posteriormente superado por Noble Jorgensen y Ken Hays. En su segunda temporada actuó como jugador-entrenador.
En 1948 fichó por los Philadelphia Warriors de la BAA, con los que disputó una temporada como titular, promediando 8,3 puntos y 1,6 asistencias por partido, el tercer mejor anotador del equipo, sólo superado por Joe Fulks y Ed Sadowski.

## Estadísticas de su carrera en la NBA

### Temporada regular
| Temporada | Edad | Equipo                | Liga | Pos. | P  | TIT | MIN | TC  | TCA | %TC  | 3P | 3PA | %3P | TL  | TLA | %TL  | R.OF. | R.DEF. | REB | ASIS | ROB | TAP | PER | FP  | PTS |
| 1948-49   | 26   | Philadelphia Warriors | BAA  |      | 56 |     |     | 3.0 | 9.3 | .325 |    |     |     | 2.3 | 3.5 | .651 |       |        |     | 1.6  |     |     |     | 2.4 | 8.3 |
| Total     |      |                       | BAA  |      | 56 |     |     | 3.0 | 9.3 | .325 |    |     |     | 2.3 | 3.5 | .651 |       |        |     | 1.6  |     |     |     | 2.4 | 8.3 |

### Playoffs
| Temporada | Edad | Equipo                | Liga | Pos. | P | TIT | MIN | TC  | TCA  | %TC  | 3P | 3PA | %3P | TL  | TLA | %TL  | R.OF. | R.DEF. | REB | ASIS | ROB | TAP | PER | FP  | PTS |
| 1948-49   | 26   | Philadelphia Warriors | BAA  |      | 2 |     |     | 3.5 | 13.0 | .269 |    |     |     | 2.0 | 4.0 | .500 |       |        |     | 1.0  |     |     |     | 1.5 | 9.0 |
| Total     |      |                       | BAA  |      | 2 |     |     | 3.5 | 13.0 | .269 |    |     |     | 2.0 | 4.0 | .500 |       |        |     | 1.0  |     |     |     | 1.5 | 9.0 |